# Lewi Pethrus

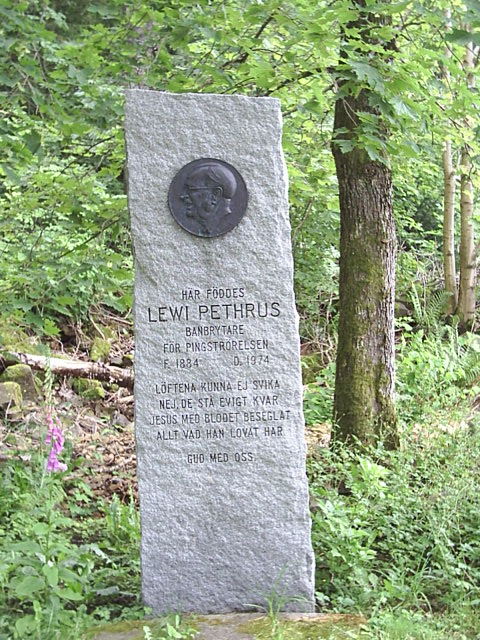
Gedenksteen in de geboorteplaats van Lewi Pethrus

Petrus Lewi Pethrus, geboren Petrus Lewi Johansson (Västra Tunhem, 11 maart 1884 – Stockholm, 4 september 1974) was een Zweedse voorganger die een belangrijke rol heeft gespeeld bij de totstandkoming van de Pinksterbeweging in zijn land. Van 1911 tot 1958 was hij voorganger van de Filadelfia kerk in Stockholm. Het ledenaantal van deze gemeente groeide uit tot 6.000 leden. Tot lang na zijn pensioen werd Pethrus gezien als de leider van de Zweedse pinksterbeweging. Pethrus was getrouwd met Lydia Josefine Danielsen (1881-1966).
In 1899 werd hij gedoopt in de baptistengemeente van Vänersborg. In 1900 emigreerde hij naar Noorwegen om daar twee jaar later medevoorganger te worden in een kleine baptistengemeente. Hij begon met het spreken in tongen, volgens de pinksterbeweging het bewijs dat hij gedoopt zou zijn met de Heilige Geest. Hij beweerde dat dit hem spontaan was overkomen en dat hij niet wist wat er precies was gebeurd.
Pethrus ging pas in 1904 theologie studeren, hoewel hij al predikant was. Dit deed hij aan een seminar in Stockholm. Hij zou later zeggen dat dit beslissend was geweest voor zijn geloof. Blootstelling aan de liberale filosoof Viktor Rydberg ondermijnde tijdelijk zijn geloof in de godheid van Jezus, maar Pethrus beweerde op een gegeven moment Jezus te hebben ontmoet in een visioen, waarmee de invloed van Rydberg teniet werd gedaan.
Na te zijn afgestudeerd ging hij in militaire dienst. In 1907 voegde Pethrus zich bij de Pinksterbeweging, nadat hij de Noorse pinksterpredikant Thomas Ball Barratt had ontmoet in Oslo. Toen werd hem ook het verband tussen spreken in tongen en de doop met de Heilige Geest duidelijk. Hij zei: "vanaf dat moment was ik lid van de pinksteropwekking" .
Pethrus werd voorganger van de Filadelfia Kerk in 1911. Zijn kerk werd uit de Zweedse Baptisten Unie gezet, vanwege een geschil in de leer rond het avondmaal. Dit was het moment dat de pinksterbeweging zich verder ontwikkelde buiten de gevestigde kerken. De kerk begon een eigen Bijbelschool in 1915 en in 1916 een wekelijks magazine The Gospel Herald. In datzelfde jaar vertrokken de eerste zendelingen, Samuel and Lina Nyström, naar Brazilië.
Pethrus stimuleerde de oprichting van een eigen middelbare school in 1942 en in 1945 de start van een eigen krant, Dagen genaamd. In 1952 richtte hij nog een fonds op om een christelijk radiostation, Ibra genaamd, te beginnen in Tanger, Marokko. In dat jaar was de Filadelfia gemeente ook gastheer van de Wereld Pinksterconferentie.
Op 7 september 1958 ging Pethrus met pensioen, maar ging door met 'spreken'. In 1959 richtte hij nog het Lewi Pethrus Trust for Philanthropic Endeavour op en in 1960 hielp hij bij het tot stand komen van de Zweedse Christen Democratische Partij. Zijn vrouw Lydia overleed op 30 december 1966. Zelf ontving hij een jaar voor zijn dood nog een hoge Koninklijke onderscheiding.

## Roman
De Zweedse schrijver Per Olov Enquist schreef in 2001 een roman over, en op basis van, het leven van Pethrus. Het boek droeg de titel Lewis resa (Nederlands: Lewis' reis) Dit boek werd in 2003 in het Nederlands vertaald en verscheen onder de titel De reis van de voorganger.